# یوری چوربانوف
یوری میخائیلوویچ چوربانوف (۱۱ نوامبر ۱۹۳۶–۷ اکتبر ۲۰۱۳) سیاستمدار اهل اتحاد جماهیر شوروی و داماد سیاستمدار اتحادیه جماهیر شوروی و دبیرکل سابق لئونید برژنف بود .

## زندگی و حرفه
چوربانوف در ۱۱ نوامبر ۱۹۳۶ متولد شد. وی در کودکی عضوی فعال در کومسومول بود. وی در دهه ۱۹۶۰در دانشگاه دولتی مسکو تحصیل کرد و در دانشکده حقوق درس می‌خواند. در سال ۱۹۶۷ وی به عنوان یک افسر پلیس شروع به کار کرد، و در سال ۱۹۷۱ قبل از ازدواج با گالینا برژنف، سرهنگ دوم پلیس شد. ازدواج وی با گالینا توسط پدرش، دبیرکل لئونید برژنف تنظیم شد. هنگام ازدواج، گالینا چوربانوف همسر و دو فرزندش را ترک کرد. یکی از دوستان گالینا به رسانه‌های روسی گفته‌است که هیچ علاقه ای بین این دو وجود ندارد و آنها فقط دو بار یکدیگر را بوسیدند، اولی در عروسی و دومی که چوربانوف به زندان فرستاده شد. هنگامی که وی با گالینا ازدواج کرد، به عنوان افسر پلیس کار می‌کرد، اما چهار سال بعد معاون اول وزارت امور داخلی بود و درجه نظامی را به عنوان ژنرال داشت. چوربانوف به اتهام اختلاس و فساد به همراه برادر گالینا، یوری دستگیر شد. در سال ۱۹۹۰، هنگامی که چوربانوف هنوز در زندان بود، گالینا تقاضای طلاق کرد.
چوربانوف در ۷ اکتبر ۲۰۱۳ درگذشت.